# 杰克·克劳福德
杰克·克劳福德（英語：Jack Crawford，1908年3月22日—1991年9月10日），澳大利亚男子网球运动员。他曾获得澳大利亚网球公开赛男子单打冠军、男子双打冠军、混合双打冠军、法国网球公开赛男子单打冠军、男子双打冠军、温布尔登网球锦标赛男子单打冠军、男子双打冠军、混合双打冠军。